# LMO1
LMO1‏ (LIM domain only 1) هوَ بروتين يُشَفر بواسطة جين LMO1 في الإنسان.